# Eparchia di Gran Bretagna
L'eparchia di Gran Bretagna (in latino: Eparchia Magnae Britanniae Syro-Malabarensium) è una sede della Chiesa cattolica siro-malabarese nel Regno Unito immediatamente soggetta alla Santa Sede. Nel 2021 contava 41.000 battezzati. È retta dall'eparca Joseph (Benny Mathew) Srampickal.

## Territorio
L'eparchia estende la sua giurisdizione sui fedeli della Chiesa cattolica siro-malabarese presenti in Gran Bretagna.
Sede eparchiale è la città di Preston, dove si trova la cattedrale di Sant'Alfonsa.
Il territorio è suddiviso in 2 parrocchie.

## Storia
L'eparchia è stata eretta da papa Francesco il 28 luglio 2016 con la bolla In Apostolorum.
Al momento dell'erezione dell'eparchia, sono censiti in Gran Bretagna circa 38.000 fedeli siro malabresi, soprattutto nelle città di Londra, Birmingham e Liverpool.
Fu scelta come sede la città di Preston perché la diocesi di Lancaster aveva donato nel 2014 alla comunità siro-malabarese la vasta chiesa di Sant'Ignazio, già dei gesuiti fino allo stesso anno, quando venne adattata al rito siro-malabarese e ridedicata a Sant'Alfonsa. La sede effettiva della curia episcopale è però nella città di Birmingham.

## Cronotassi dei vescovi
Si omettono i periodi di sede vacante non superiori ai 2 anni o non storicamente accertati.
- Joseph (Benny Mathew) Srampickal, dal 28 luglio 2016

## Statistiche
L'eparchia nel 2021 contava 41.000 battezzati.
| anno | popolazione | popolazione | popolazione | presbiteri | presbiteri | presbiteri | presbiteri                | diaconi | religiosi | religiosi | parrocchie |
| anno | battezzati  | totale      | %           | numero     | secolari   | regolari   | battezzati per presbitero | diaconi | uomini    | donne     | parrocchie |
| ---- | ----------- | ----------- | ----------- | ---------- | ---------- | ---------- | ------------------------- | ------- | --------- | --------- | ---------- |
| 2016 | 38.000      | ?           | ?           | 23         | 23         | 0          | 1.652                     | ?       | ?         | ?         | ?          |
| 2019 | 40.000      | ?           | ?           | 56         | 25         | 31         | 714                       |         | 31        | 4         | 2          |
| 2021 | 41.000      | ?           | ?           | 58         | 34         | 24         | 706                       |         | 24        | 6         | 2          |